# Diócesis de Jelgava
La diócesis de Jelgava (en latín: Dioecesis Ielgavensis y en letón: Jelgavas diecēze) es una circunscripción eclesiástica de la Iglesia católica en Letonia. Se trata de una diócesis latina, sufragánea de la arquidiócesis de Riga. Desde el 5 de enero de 2025 es sede vacante y su administrador apostólico es el arzobispo Zbigņevs Stankevičs.

## Territorio y organización

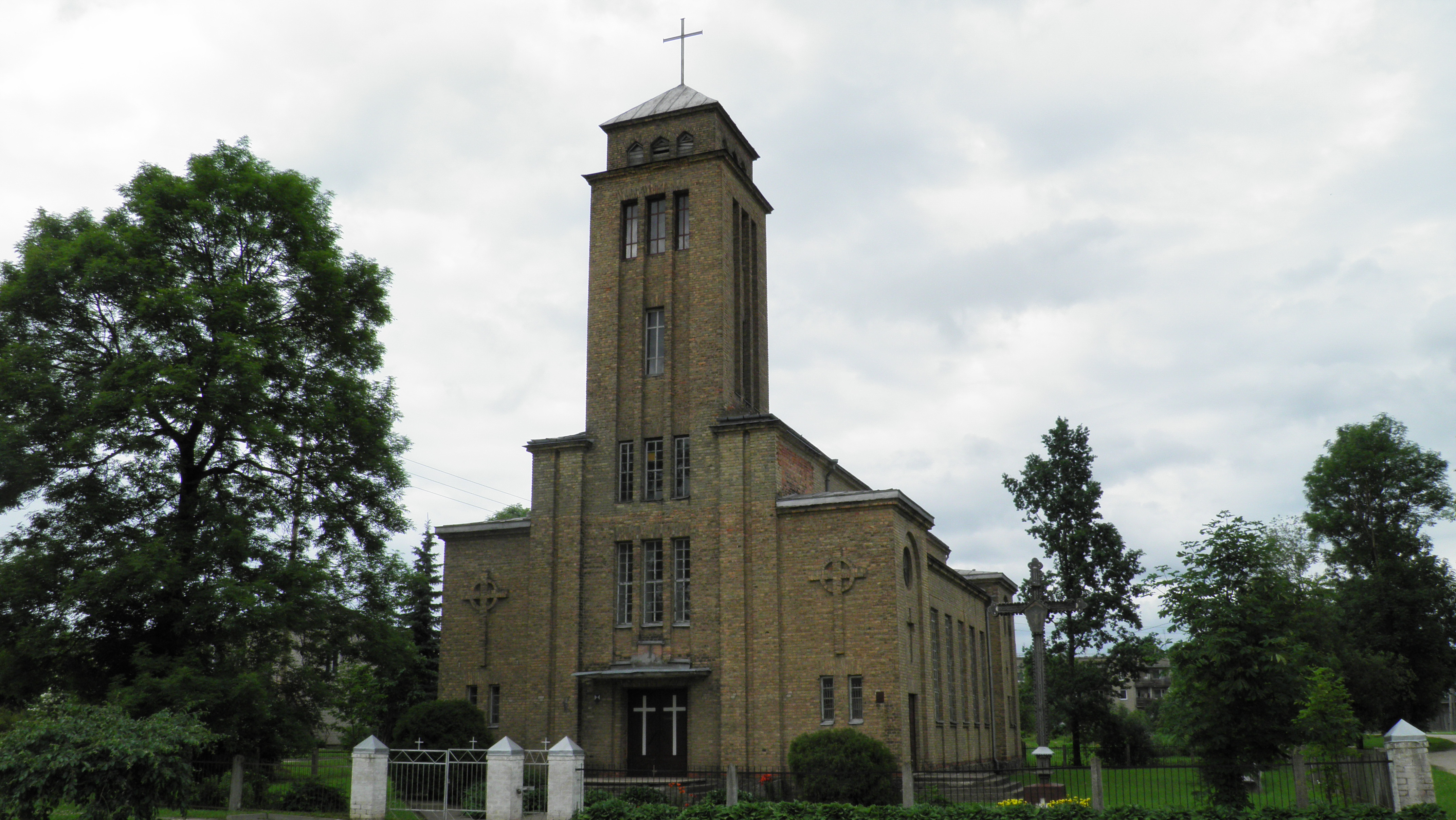
Iglesia de Aknīste

La diócesis tiene 13 620 km² y extiende su jurisdicción sobre los fieles católicos de rito latino residentes en la parte sur de Letonia, correspondiente a la región histórica de Semigalia.

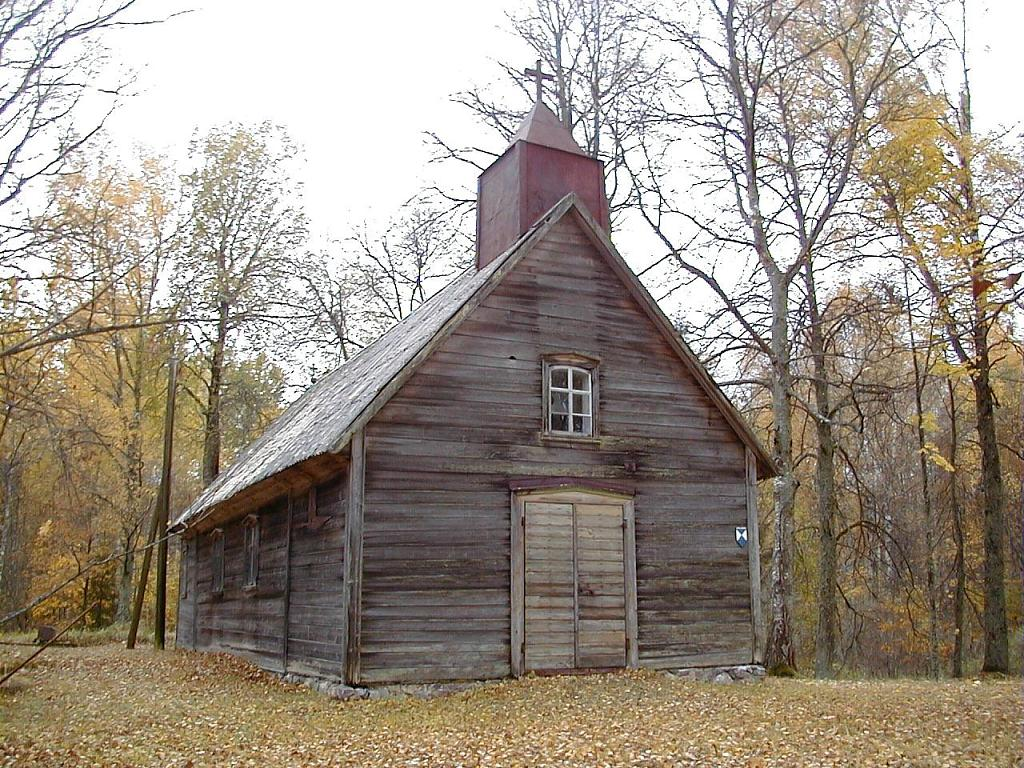
Iglesia de San Juan Bautista, en Kankali

La sede de la diócesis se encuentra en la ciudad de Jelgava, en donde se halla la Catedral de la Inmaculada Virgen María.

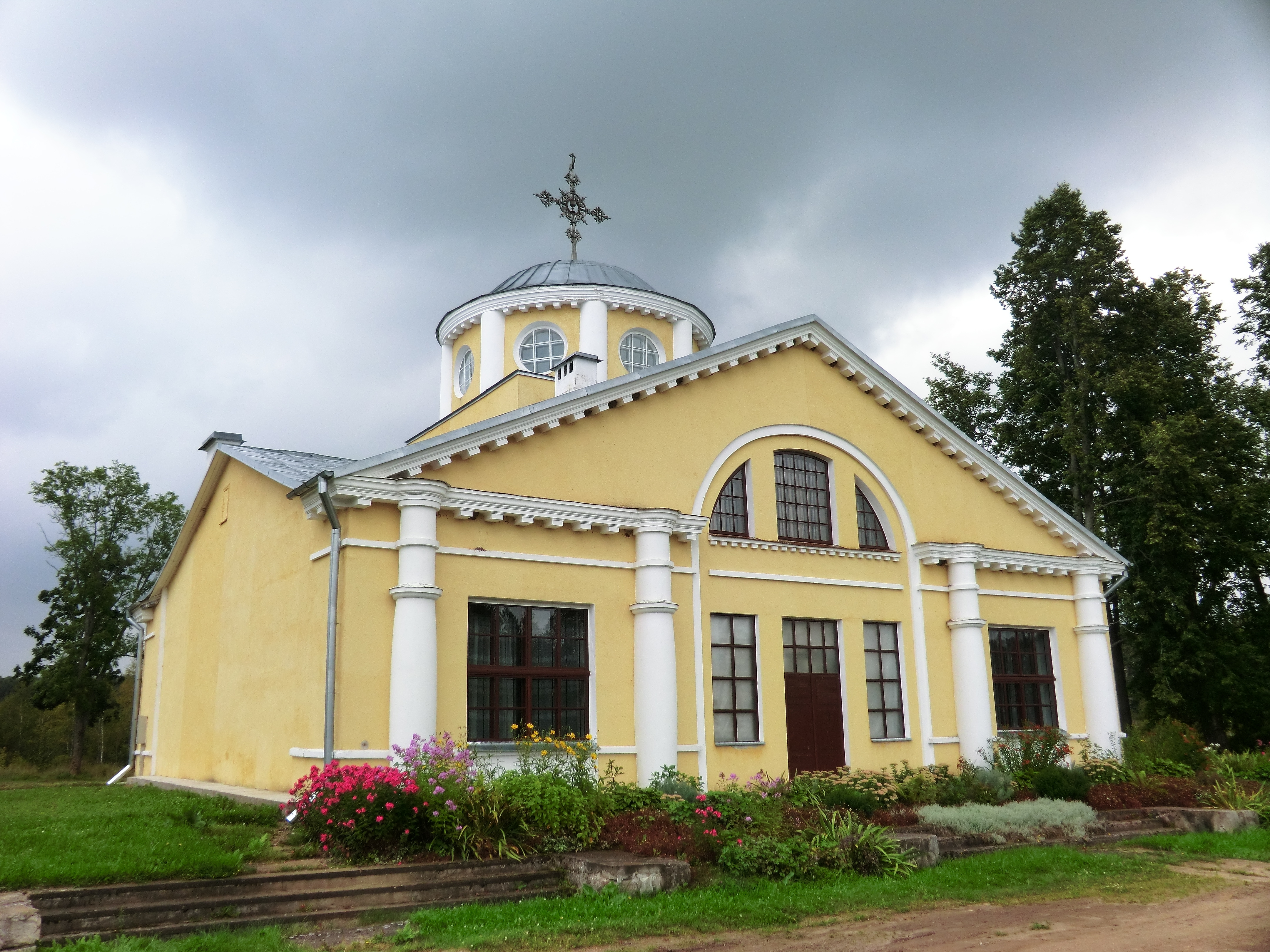
Iglesia de la Exaltación de la Santa Cruz, en Zemgale

En 2023 en la diócesis existían 45 parroquias agrupadas en 7 decanatos: Dobele, Jelgava, Tukums, Bauska, Jēkabpils, Ilūkste y Grīva.

## Historia
La diócesis fue erigida el 2 de diciembre de 1995 mediante la bula Apostolicum ministerium del papa Juan Pablo II, separando territorio (decanatos de Griva, Ilukste, Jekabpils, Skaistkalne y Jelgava) de la diócesis de Liepāja.

## Estadísticas
Según el Anuario Pontificio 2024 la diócesis tenía a fines de 2023 un total de 59 800 fieles bautizados.
| Año                                                                             | Población            | Población | Población      | Sacerdotes | Sacerdotes    | Sacerdotes    | Bautizados por sacerdote | Diáconos permanentes | Religiosos | Religiosos | Parroquias |
| Año                                                                             | Bautizados católicos | Total     | % de católicos | Total      | Clero secular | Clero regular | Bautizados por sacerdote | Diáconos permanentes | Varones    | Mujeres    | Parroquias |
| ------------------------------------------------------------------------------- | -------------------- | --------- | -------------- | ---------- | ------------- | ------------- | ------------------------ | -------------------- | ---------- | ---------- | ---------- |
| 1999                                                                            | 90 000               | 418 250   | 21.5           | 17         |               | 17            | 5294                     |                      |            | 6          | 45         |
| 2000                                                                            | 90 000               | 418 250   | 21.5           | 17         |               | 17            | 5294                     |                      |            | 7          | 45         |
| 2001                                                                            | 90 000               | 418 250   | 21.5           | 17         |               | 17            | 5294                     |                      |            | 6          | 45         |
| 2002                                                                            | 89 820               | 329 724   | 27.2           | 18         | 3             | 21            | 4277                     |                      | 6          | 8          | 50         |
| 2003                                                                            | 90 020               | 329 724   | 27.3           | 19         | 3             | 22            | 4091                     |                      | 9          | 8          | 58         |
| 2004                                                                            | 90 020               | 329 724   | 27.3           | 21         | 3             | 24            | 3750                     |                      | 5          | 7          | 58         |
| 2006                                                                            | 90 520               | 329 724   | 27.5           | 25         | 22            | 3             | 3620                     |                      | 6          | 6          | 59         |
| 2010                                                                            | 80 520               | 329 724   | 24.4           | 27         | 25            | 2             | 2982                     |                      | 4          | 2          | 59         |
| 2013                                                                            | 67 700               | 277 200   | 24.4           | 24         | 22            | 2             | 2820                     |                      | 2          | 3          | 59         |
| 2016                                                                            | 77 880               | 211 707   | 36.8           | 23         | 21            | 2             | 3386                     |                      | 2          | 3          | 59         |
| 2019                                                                            | 75 300               | 215 700   | 34.9           | 24         | 22            | 2             | 3137                     |                      | 5          | 4          | 48         |
| 2021                                                                            | 61 875               | 177 820   | 34.8           | 24         | 22            | 2             | 2578                     |                      | 4          | 3          | 48         |
| 2023                                                                            | 59 800               | 173 730   | 34.4           | 16         | 16            |               | 3737                     |                      | 2          | 4          | 45         |
| Fuente: Catholic-Hierarchy, que a su vez toma los datos del Anuario Pontificio. |                      |           |                |            |               |               |                          |                      |            |            |            |

## Episcopologio
- Antons Justs † (7 de diciembre de 1995-22 de julio de 2011 retirado)
- Edvards Pavlovskis (22 de julio de 2011-5 de enero de 2025 renunció)
  - Zbigņevs Stankevičs desde el 5 de enero de 2025 (administrador apostólico)